# XI. Armeekorps
11. Armékåren var en tysk armékår under andra världskriget. Den kapitulerade i Stalingrad den 2 februari 1943 och reorganiserades 1 mars 1943. Den upplöstes senare efter utrymningen av Korsun-Tjerkassy-fickan den 18 februari 1944 och reorganiserades 1 april 1944.

## Slaget vid Korsun
Huvudartikel Korsun-Tjerkassy-fickan

### Organisation
Befälhavare: Wilhelm Stemmermann
Kåren var en del av 8. Armee
- 57. Infanterie-Division
- 72. Infanterie-Division
- 389. Infanterie-Division

## Befälhavare
- General der Artillerie Emil Leeb   (1 september 1939 - 1 mars 1940)
- General der Infanterie Joachim von Kortzfleisch   (1 mars 1940 - 6 oktober 1941)
- General der Infanterie Eugen Ott   (6 oktober 1941 - 10 december 1941)
- General der Infanterie Joachim von Kortzfleisch   (10 december 1941 - 6 maj 1942)
- General der Infanterie Karl Strecker   (12 juni 1942 - 2 februari 1943)
- General der Panzertruppe Erhard Raus   (1 mars 1943 - ? oktober 1943)
- General der Artillerie Wilhelm Stemmermann   (5 december 1943 - 18 februari 1944)
- General der Infanterie Rudolf von Bünau   (1 april 1944 - 16 mars 1945)
- General der Artillerie Horst von Mellenthin   (16 mars 1945 - 19 mars 1945)
- General der Infanterie Rudolf von Bünau   (6 april 1945 - 8 maj 1945)